# Faro Buen Suceso
El Faro Buen Suceso es un faro en Argentina, que se encuentra ubicado en la bahía Buen Suceso, Provincia de Tierra del Fuego, Antártida e Islas del Atlántico Sur.

## Historia
El faro de 1916, debió ser reemplazado en el año 1928 (por una torre metálica), debido a fallas estructurales, quedando en servicio a partir del 9 de diciembre de 1928, su sistema de iluminación era alimentado por gas de acetileno.
En febrero del año 1985, se dotó al faro de una fuente de alimentación de paneles solares y batería, con un alcance lumínico de 8,9 millas náuticas.